# Liste des conseillers départementaux des Ardennes
Pour un article plus général, voir Conseil départemental des Ardennes.

## Assemblée départementale sortante
Le Conseil départemental des Ardennes est présidé par Noël Bourgeois (LR). 
Il comprend 38 conseillers départementaux issus des 19 cantons des Ardennes. 
| Parti                                | Sigle | Sigle | Élus | Groupes                     |
| ------------------------------------ | ----- | ----- | ---- | --------------------------- |
| Majorité (28 sièges)                 |       |       |      |                             |
| Les Républicains                     |       | LR    | 13   | Majorité départementale     |
| Divers droite                        |       | DVD   | 10   | Majorité départementale     |
| Horizons                             |       | HOR   | 3    | Majorité départementale     |
| Union des démocrates et indépendants |       | UDI   | 1    | Majorité départementale     |
| Divers gauche                        |       | DVG   | 1    | Majorité départementale     |
| Opposition (10 sièges)               |       |       |      |                             |
| Divers gauche                        |       | DVG   | 5    | Un avenir pour les Ardennes |
| Parti socialiste                     |       | PS    | 2    | Un avenir pour les Ardennes |
| Sans étiquette                       |       | SE    | 1    | Un avenir pour les Ardennes |
| Renaissance                          |       | RE    | 1    | Non inscrit                 |
| Sans étiquette                       |       | SE    | 1    | Non inscrit                 |
| Président du Conseil départemental   |       |       |      |                             |
| Noël Bourgeois (LR)                  |       |       |      |                             |

## Liste des membres

### Résultats par canton
| Canton                 | 2015-2021                   | Parti | Parti | 2021-2027                | Parti | Parti |
| ---------------------- | --------------------------- | ----- | ----- | ------------------------ | ----- | ----- |
| Attigny                | Noël Bourgeois              |       | LR    | Noël Bourgeois           |       | LR    |
| Attigny                | Dominique Arnould           |       | DVD   | Dominique Arnould        |       | DVD   |
| Bogny-sur-Meuse        | Élisabeth Bonillo-Deram     |       | PS    | Élisabeth Bonillo-Deram  |       | PS    |
| Bogny-sur-Meuse        | Érik Pilardeau              |       | LREM  | Kevin Gengoux            |       | SE    |
| Carignan               | Sylvie Tordo                |       | LR    | Sylvie Tordo             |       | LR    |
| Carignan               | Marc Wathy                  |       | LR    | Marc Wathy               |       | LR    |
| Charleville-Mézières-1 | Michel Normand              |       | LR    | Michel Normand           |       | LR    |
| Charleville-Mézières-1 | Nathalie Robcis             |       | UDI   | Nathalie Robcis          |       | HOR   |
| Charleville-Mézières-2 | Pierre Cordier              |       | LR    | Pierre Cordier           |       | LR    |
| Charleville-Mézières-2 | Catherine Degembe           |       | LR    | Catherine Degembe        |       | LR    |
| Charleville-Mézières-3 | Robert Chauderlot           |       | DLF   | Robert Chauderlot        |       | DVD   |
| Charleville-Mézières-3 | Else Joseph                 |       | LR    | Else Joseph              |       | LR    |
| Charleville-Mézières-4 | Jean-François Leclet        |       | UDI   | Eddy Czarny              |       | DVG   |
| Charleville-Mézières-4 | Marie-José Moser            |       | UDI   | Marie-José Moser         |       | UDI   |
| Château-Porcien        | Renaud Averly               |       | LR    | Renaud Averly            |       | LR    |
| Château-Porcien        | Bérengère Poletti           |       | LR    | Ingrid Boucher           |       | DVD   |
| Givet                  | Isabelle Coquet             |       | LR    | Jean-Pol Devresse        |       | DVD   |
| Givet                  | Claude Wallendorff          |       | LR    | Fabienne Goffette        |       | DVD   |
| Nouvion-sur-Meuse      | Brigitte Loizon             |       | DVG   | Brigitte Loizon          |       | DVG   |
| Nouvion-sur-Meuse      | Hugues Mahieu               |       | DVG   | Christophe Marot         |       | DVG   |
| Rethel                 | Joseph Afribo               |       | LR    | Michel Kociuba           |       | DVD   |
| Rethel                 | Michèle Larange-Lozano Rios |       | LR    | Stéphanie Simon          |       | HOR   |
| Revin                  | Dominique Ruelle            |       | PS    | Dominique Ruelle         |       | DVG   |
| Revin                  | Benoît Sonnet               |       | PS    | Mathieu Sonnet           |       | DVG   |
| Rocroi                 | Noëlle Devie                |       | LR    | Brice Fauvarque          |       | LR    |
| Rocroi                 | Benoît Huré                 |       | LR    | Mélanie Stevenin         |       | DVD   |
| Sedan-1                | Jean Godard                 |       | LR    | Jean Godard              |       | LR    |
| Sedan-1                | Évelyne Welter              |       | UDI   | Inès Regnault de Montgon |       | HOR   |
| Sedan-2                | Anne Dumay                  |       | LR    | Anne Dumay               |       | DVD   |
| Sedan-2                | Thierry Maljean             |       | LR    | Thierry Maljean          |       | LR    |
| Sedan-3                | Odile Berteloodt            |       | LR    | Odile Berteloodt         |       | LR    |
| Sedan-3                | André Drouard               |       | LR    | Alban Collinet           |       | DVD   |
| Signy-l'Abbaye         | Patrick Demorgny            |       | LR    | Mélanie Lesieur          |       | RE    |
| Signy-l'Abbaye         | Élisabeth Faille            |       | LR    | Lionel Vuibert           |       | SE    |
| Villers-Semeuse        | Jérémy Dupuy                |       | PS    | Jérémy Dupuy             |       | PS    |
| Villers-Semeuse        | Dominique Nicolas-Viot      |       | DVD   | Cathy Ninin              |       | DVG   |
| Vouziers               | Yann Dugard                 |       | DVD   | Yann Dugard              |       | DVD   |
| Vouziers               | Anne Fraipont               |       | LR    | Anne Fraipont            |       | LR    |